# Лянной Юрій Олегович
Ю́рій Оле́гович Лянно́й (нар. 13 травня 1971, м. Глухів, Сумської області) — український науковець, ректор, доктор педагогічних наук (2017), професор (2008), спортсмен, реабілітолог, відмінник освіти України (2003), заслужений професор Сумського державного педагогічного університету імені А. С. Макаренка, заслужений працівник освіти України (2025).

## Життєпис
Юрій Олегович Лянной народився 13 травня 1971 року в місті Глухів у сім'ї службовців. Батько Олег Михайлович — за першою вищою освітою лікар — ветеринар, за другою вищою — викладач фізичної культури; мати Марія Йосипівна — агроном. У 1988 закінчив середню школу № 3 м. Глухова. У 1988 році вступив до Сумського державного педагогічного інституту імені А. С. Макаренка (СумДПУ) на спеціальність фізичне виховання.

## Професійна діяльність
- 1992—1994 — лаборант кафедри біологічних основ фізичної культури СумДПУ
- 1994 — викладач кафедри біологічних основ фізичної культури СумДПУ
- 1994—1997 — аспірант СумДПУ
- 1997 — викладач кафедри біологічних основ фізичної культури СумДПУ
- 1998 — захист кандидатської дисертації на тему «Физическая реабилитация инвалидов старшего школьного возраста с последствиями спинно-мозговой травмы в грудном отделе позвоночника в позднем периоде» за спеціальністю «Спеціальна педагогіка» у ПДПУ імені К. Д. Ушинського (м. Одеса)
- 1998—1999 — старший викладач кафедри біологічних основ фізичної культури СумДПУ
- 1999—2006 — завідувач кафедри фізичної реабілітації СумДПУ
- 2002 — присвоєння вченого звання доцента кафедри фізичної реабілітації СумДПУ
- 2006 (квітень — серпень) — декан факультету фізичної культури СумДПУ
- 2006—2015 — директор Навчально-наукового інституту фізичної культури СумДПУ
- 2008 — присвоєння вченого звання професора кафедри фізичної реабілітації СумДПУ
- 2015—2020 — ректор СумДПУ
- 2017 — захист докторської дисертації на здобуття наукового ступеня доктора педагогічних наук в НПУ імені М. П. Драгоманова на тему «Теоретичні і методичні засади професійної підготовки майбутніх магістрів з фізичної реабілітації у вищих навчальних закладах» зі спеціальності «Теорія і методика професійної освіти»
- 2020-дотепер — переобрання на посаду ректора Сумського державного педагогічного університету імені А. С. Макаренка.

## Звання, нагороди та подяки
2003 — Нагрудний знак МОН України «Відмінник освіти України»
2004, 2005 — Грамота Управління охорони здоров'я Сумської обласної державної адміністрації
2004, 2005 — Грамота Управління освіти і науки Сумської обласної державної адміністрації
2006, 2007 — Подяка і Почесна грамота Сумського міського відділу міліції
2008 — Почесна грамота Міністерства освіти і науки України
2009 — Почесний пам'ятний знак «350 років Сумському Слобідському козацькому полку»
2009 — Грамота Сумської обласної ради
2010 — Почесна грамота Комітету з фізичної культури і спорту МОН України
2011 — Грамота Архієпископа Сумського і Охтирського Євлогія
2014 — Нагрудний знак МОН України «За наукові та освітні досягнення»
2014 — Подяка Національного олімпійського комітету України
2015 — Почесна відзнака Сумської міської ради «За майстерність»
2017 — Медаль Національної академії педагогічних наук України «Ушинський К. Д.»
2017 — Подяка Сумської обласної ради
2017 — Подяка Комітету з фізичного виховання та спорту Міністерства освіти і науки України
2017 — Медаль «Драгоманівська родина» Національного педагогічного університету імені П. М. Драгоманова
2017 — Почесна відзнака Комітету з фізичного виховання та спорту МОН України
2018 — Почесна грамота міського голови м. Суми
2018 — Грамота Митрополита Київського і всієї України Онуфрія, Предстоятеля Української Православної Церкви
2018 — Подяка Сумського обласного центру позашкільної освіти та роботи з талановитою молоддю
2019 — Почесний знак Сумського державного педагогічного університету імені А. С. Макаренка «За видатні заслуги перед колективом університету»
2019 — Почесна відзнака Сумської міської ради «За заслуги перед містом» ІІІ ступеня
2019 — Почесний знак «За соціальне партнерство» профспілки працівників освіти і науки України
2020 — Почесне звання «Заслужений професор СумДПУ імені А. С. Макаренка»
2020 — Почесна грамота Президента Всеукраїнської футбольної асоціації студентів
2021 — Грамота Митрополита Сумського і Охтирського Євлогія
2025 — Почесне звання «Заслужений працівник освіти України».

## Наукова, педагогічна та навчально-методична робота
Професор Юрій Лянной підготував 14 кандидатів наук, які успішно працюють на професорських і доцентських посадах Сумського педагогічного університету.
Юрій Олегович є автором 10 монографій та навчальних посібників, понад 300 статей, 5 з них надруковано у виданнях, що входять до наукометричних баз даних Scopus та Web of Science.
Ю. О. Лянной та його аспіранти продовжують роботу відомої наукової школи доктора біологічних та педагогічних наук, професора Б. В. Сермеєва, представником якої є Юрій Олегович із проблем фізично-оздоровчих, реабілітаційних і корекційних методик навчання та виховання, спортивного тренування осіб з обмеженими можливостями. Ю. О. Лянной тісно співпрацює за цим науковим напрямом з професором Н. Г. Байкіною, професором В. Г. Григоренко, пізніше з професором М. К. Шеремет.